# Петрунин, Виктор Алексеевич
Виктор Алексеевич Петрунин (род. 18.02.1935) – доктор химических наук, профессор, директор ГосНИИОХТ (1985-2006), лауреат Ленинской премии.
Родился 18.02.1935 в г. Беднодемьяновск Пензенской области в семье служащих. В школе - золотой медалист.
Окончил Инженерный химико-технологический факультет МХТИ и его аспирантуру (научный руководитель профессор Юрий Александрович Стрепихеев). В 1963 году защитил кандидатскую диссертацию:
- Исследование кинетики и механизма взаимодействия аминов с фосгеном : диссертация ... кандидата химических наук : 02.00.00. - Москва, 1963. - 160 с. : ил.

С 1963 г. работает в ГосНИИОХТ (ГосНИИ органической химии и технологии): заместитель директора и директор Вольского филиала, с 1985 по 2006 год директор головного института, последняя должность - главный научный сотрудник — советник генерального директора.
В 1974 г. защитил докторскую диссертацию. В 1982 г. присвоено звание профессора.
Область научных интересов: военная химия, физическая химия биологически активных веществ.
Руководитель научной школы «Технологии уничтожения химического оружия». Руководимая им группа разработала безопасные технологии гидролиза люизита и обезвреживания иприта.
Ленинская премия 1991года в составе коллектива: А. А. Гаев, А. В. Кислецов, А. Д. Кунцевич, В. А. Петрунин, - за создание бинарного химического оружия.
Награждён орденами Ленина и Трудового Красного Знамени СССР и орденом Почёта РФ.
Сочинения:
- Феноменологическая и стационарная кинетика сложных химических реакций / В. Г. Горский, Т. Н. Швецова-Шиловская, В. А. Петрунин. — Смоленск: Ойкумена, 2002. — 406, [2] с.: ил. — Библиогр.: с. 397-405. — ISBN 5-93520-016-3: